# Septembre 1911

## Événements
- Premier brevet de pilote d'aéroplane pour une femme allemande (Nellie Beese).
- En septembre et octobre : le premier[1] Concours d'Aviation militaire plus d'une vingtaine de concurrents s'affrontent en Champagne sur une épreuve d'atterrissage et une de vitesse.

- 1er septembre : 
  - Francisco Madero remporte les élections présidentielles au Mexique. Il ne peut mettre fin aux remous politiques et militaires qui agitent le pays. D’autres rebelles, comme Emiliano Zapata et Pancho Villa, refusent de se soumettre à son autorité. Ses partisans sont divisés, et la création par le nouveau président du parti constitutionnel progressiste exacerbe les passions. Les dirigeants paysans sont choqués de la décision de Madero de dissoudre les armées révolutionnaires et non l’armée fédérale, vaincue. Madero ne se montre pas en mesure de tenir ses timides promesses de réformes agraires.
  - Le Français Fourny bat les records de distance et de durée de vol en avion : 722,935 km pour 11 heures, 1 minute et 29 secondes de vol.

- 3 septembre, Portugal : constitution fondée sur le principe de la séparation des trois pouvoirs, accordant la priorité au Parlement (bicaméralisme).
  - Suffrage universel aux citoyens majeurs (21 ans), sachant lire et écrire, ou chef de famille depuis au moins un an. Ceci pour lutter contre le phénomène du « caciquisme ». En effet, dans les campagnes, un cacique, souvent le curé, dicte aux habitants (illettrés) leurs attitudes politiques.

- 4 septembre : le Français Roland Garros bat le record d'altitude en avion : 3 910 m au-dessus de Saint-Malo sur un « Blériot ».

- 5 septembre : mort du Premier ministre Piotr Stolypine à la suite d’un attentat. Vladimir Kokovtsov devient président du conseil (fin en 1914).

- 8 septembre : la Coupe Michelin 1911 est remportée par le Français Helen sur Nieuport : 1 252,8 km en 14 heures, 7 minutes et 50 secondes.

- 16 septembre : le Français Édouard Nieuport se tue à Verdun.

- 18 septembre  : premier vol du premier bimoteur au monde, le Short S.39 ou Triple Twin.

- 21 septembre : élection fédérale canadienne de 1911. Les négociations que Wilfrid Laurier engage avec les États-Unis en vue de la conclusion d’un traité de réciprocité permettent aux conservateurs de l’Ontario de le renverser en l’accusant de préparer l’annexion autrefois dénoncée par Sir John A. Macdonald.

- 24 septembre : premier ballon dirigeable construit pour la Royal Navy, le Mayfly est détruit par une bourrasque de vent avant d'avoir effectué son premier vol.

- 25 septembre : explosion du cuirassé Liberté à Toulon.

- 29 septembre : l'Italie déclare la guerre à l'Empire ottoman. Un corps expéditionnaire de 100 000 hommes est constitué.

## Naissances
- 7 septembre : 
  - Henri de France (1911-1986), ingénieur français († 29 avril 1986).
  - Joseph Roth, prêtre et résistant français († 25 novembre 1944).
- 14 septembre :
  - Jay Dratler, scénariste américain († 21 septembre 1968).
  - Erna Hamburger, ingénieure et professeure d'université suisse († 16 mai 1988).
  - Sailor Jerry (Norman Keith Collins dit), célèbre artiste tatoueur américain († 12 juin 1973).
  - Marcel Rochaix, aviateur français, résistant et combattant de la France libre († 10 août 1955).
- 19 septembre : William Golding, écrivain britannique, Prix Nobel de littérature 1983 († 19 juin 1993).
- 24 septembre :
  - François Adam, coureur cycliste belge († 4 mai 2002).
  - Konstantin Tchernenko, homme politique soviétique († 10 mars 1985).

## Décès
- 8 septembre : Jan Puzyna de Kosielsko, cardinal polonais, évêque de Cracovie (° 13 septembre 1842).
- 14 septembre : Piotr Stolypine, (assassiné).